# Cerósios

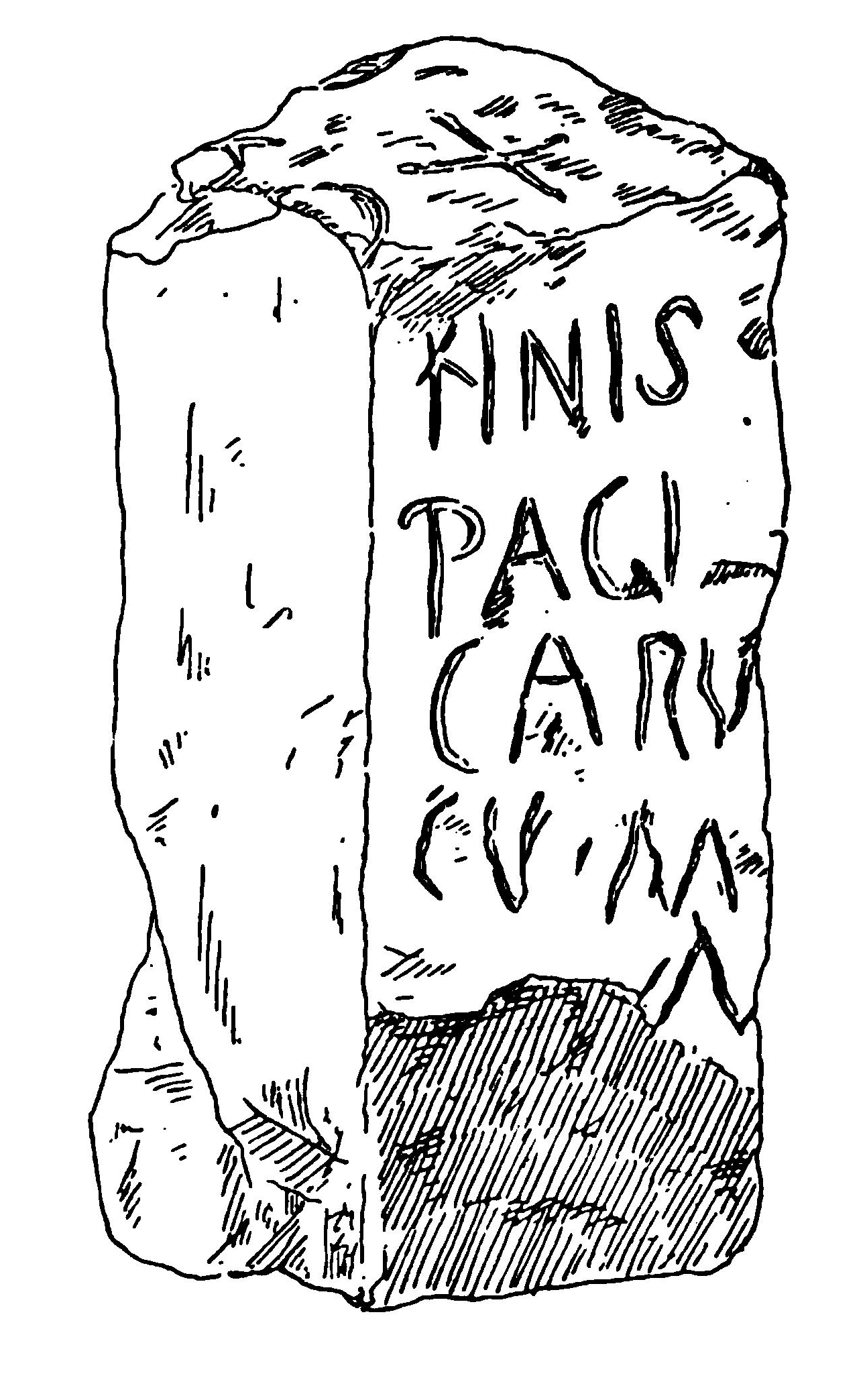
Imagem de palavras do povo Cerósio.

Os Cerósios (em latim), Caerosi eram um pequeno povo celta (celto-germânico segundo Venceslas Kruta) que habitavam o noroeste da Gália (Gália Belga segundo a terminologia dos romanos), e cujo território se situava nas Ardenas. Tinham como principais vizinhos aos Condrusos, os Eburões e os Pemanos.

## Dados históricos
A informação, embora exígua, chegou até os nossos dias graças a uma menção de Júlio César no livro II de seus Comentários à guerra das Gálias. Informado dos preparativos e manobras militares dos povos belgas contra as legiões romanas, perguntou a seus aliados os remos, que tamanho tinha cada um destes povos alçados contra ele e, a respeito dos Pemanos, disseram os Remos 